# Helius melanosoma
Helius melanosoma är en tvåvingeart som beskrevs av Alexander 1936. Helius melanosoma ingår i släktet Helius och familjen småharkrankar. Inga underarter finns listade i Catalogue of Life.